# Allabria
Allabria fou un regne situat al sud de Manna, és a dir bastant al sud del llac Urmia, just tocant a Karallu. Fou convertit en vassall urartià per Rusa I cap al 730 o 720 aC. El 716 aC Sargon II va decidir atacar Rusa I (735-713) d'Urartu i als seus aliats. Va capturar al príncep Bagdatti de Uishdish que executat al mateix lloc on havia estat mort Aza, rei de Manna, i va imposar al rei Ullusunu de Manna, germà d'Aza, la seva sobirania. Karallu i Allabria també van haver de declarar-se vassalls d'Urartu; quan les forces d'Urartu van restablir la situació anterior, Sargon II va marxar contra Manna, va obligar el rei Ullusunu a fugir a les muntanyes abandonat la seva capital, Izirtu, que fou ocupada i cremada i altres ciutats foren destruïdes. Després Sargon va atacar i matar el rei Ashur-li de Karallu (la població fou deportada a Hamath i el país convertit en província), i va fer fugir al rei Itti d'Allabria que quan fou atrapat fou també deportat a Hamath amb la seva família i el tron concedit a Bēlapaliddina (Belapalidin), que fou un lleial vassall asiri.